# Drochia, Drochia
Drochia este un sat din raionul Drochia, Republica Moldova.

## Demografie

### Structura etnică
Structura etnică a satului conform recensământului populației din 2004:
| Grup etnic         | Populație | % Procentaj |
| ------------------ | --------- | ----------- |
| Moldoveni / Români | 2.792     | 98,21%      |
| Țigani             | 33        | 1,16%       |
| Ucraineni          | 7         | 0,25%       |
| Ruși               | 8         | 0,28%       |
| Găgăuzi            | 1         | 0,04%       |
| Alții              | 2         | 0,07%       |
| Total              | 2.843     | 100%        |

## Administrație și politică
Componența Consiliului local Drochia (11 consilieri), ales la 5 noiembrie 2023, este următoarea:
|  | Partid                                       | Consilieri | Componență | Componență | Componență | Componență | Componență | Componență | Componență | Componență |
|  | -------------------------------------------- | ---------- | ---------- | ---------- | ---------- | ---------- | ---------- | ---------- | ---------- | ---------- |
|  | Partidul Social Democrat European            | 8          |            |            |            |            |            |            |            |            |
|  | Partidul Acțiune și Solidaritate             | 2          |            |            |            |            |            |            |            |            |
|  | Partidul Socialiștilor din Republica Moldova | 1          |            |            |            |            |            |            |            |            |